# 5859 Ostozhenka
5859 Ostozhenka este un asteroid din centura principală de asteroizi.

## Descriere
5859 Ostozhenka este un asteroid din centura principală de asteroizi. A fost descoperit pe 23 martie 1979 la Observatorul de Astrofizică din Crimeea de Nikolai Cernîh. El prezintă o orbită caracterizată de o semiaxă mare de 2,43 ua, o excentricitate de 0,15 și o înclinație de 2,7° în raport cu ecliptica.